# О. Т. Фаґбенлі
Олатунде Олатею Олаолорун "O. T" Фаґбенлі   також відомий як О-Т, - англійський актор, письменник і режисер. Він знявся у кількох фільмах, сценічних та телевізійних постановках. Він зіграв роль Ріка Мейсона у фільмі Чорна вдова. 

## Раннє життя
Народився в Лондоні, батько журналіст   Тунде Фаґбенлі та матір Еллі Бедфорд. Фаґбенлі виховувала його мати. Він переїхав до Іспанії в дитинстві і почав вивчати альто-саксофон . Протягом року він грав у джаз-оркестрі South Coast і відвідував Едінбургський фестиваль .  Він повернувся в Англію, де продовжував виступати як музикант у великих гуртах на « Арені Уемблі» та Королівському Альберт-Холі .  Його ім'я "Олатунде" означає "Багатство приходить знову" в Йорубі . 

## Акторська кар'єра

### Театр
Фаґбенлі почав виступати у віці 14 років для театрального мистецтва та отримав головну роль у екранізації Макбета Вільяма Шекспіра, виступаючи на міжнародних майданчиках та в центральному лондонському театрі Блумсбері. Він проходив стажування в Королівській академії драматичних мистецтв  і закінчив достроково, щоб дебютувати в аспірантурі в Королівському театрі в Манчестері, в Ле Бланк у 2001 році. 
Фаґбенлі продовжив свої шекспірівські ролі, виступаючи в Ромео та Джульєтті як Меркуціо у національному турі, що завершився на фестивалі мистецтв у Гонконзі в 2004 році. Вечірній телеграф так відгукнувся про цю виставу: "О. Ф. Фаґбенлі досягає неможливого, майже затьмаривши молодих закоханих своїм натхненним виконанням Меркуціо". 
Незабаром Фаґбенлі запропонували роль першого плану. Видатні рецензії     передували нагороді театру МЕН за найкращого актора у головній ролі  за роль чоловіка, який видає себе за сина Сідні Пуатьє в постановці Джона Гуаре Шість ступенів розлуки . 
У 2008 році Фаґбенлі прилетів до Парижа разом зі всесвітньо відомим театральним режисером Пітером Бруком, щоб допомогти з міжнародною постановкою Брука «Тірно Бокар». Також мав ролі в постановках Поргі та Бесса в театрі "Савой" у сера Тревора Нанна, роль Слуп’янека у «Завоюванні Південного полюса» в театрах «Аркола» та «Роза» та інших. 

### Фільм
Фаґбенлі також з'явився у фільмі Розбиття та входження з Джудом Лоу та Жульєт Бінош . 
Фаґбенлі зобразив Шона, суперника американської зірки Мішель Пфайфер. У 2019 році Deadline повідомив, що він знявся у фільмі КВМ Чорна вдова . 

### Телебачення
З 2017 року O. T. Фаґбенлі грає Люка Бенкола у багаторазово нагородженій «Оповіді служниці». Він також неодноразово був номінований Гільдією кіноакторів за свою роботу над серіалом. 
Фаґбенлі знявся в ситкомі для BBC під назвою Grownups і з'явився в британському серіалі Агата Крісті Марпл. Він також грав "Іншого Дейва" у двох частинах "Доктор Хто" повісті "Тиша в бібліотеці" та "Ліс мертвих".  Він знявся у Little Miss Jocelyn у різних ролях у першому сезоні та як померлий чоловік місіс Омвоквопопо (у другому сезоні). Фаґбенлі знявся у двох драмах для BBC, зокрема в ролі Уолтера Тулла у війні Уолтера, біографіку першого офіцера змішаної спадщини в британській армії, в якій він знову отримав видатні міжнародні рецензії.    
У 2009 році Фаґбенлі грав роль Тофер Кіфера в ITV серії FM. 
У січні 2010 року Фаґбенлі взяв провідну роль у ролі Кріса у ведучому шоу BBC One « Матеріал дівчини», в якому знялися Дервла Кірван та Ленора Крічлоу. Окрім того, він продовжував зніматися в американській романтичній комендії "Подвійне весілля" 2011 року . 
Фаґбенлі також з'явився як "Mark Lightfoot" в шостому епізоді першого сезону " Смерть у раю" в 2011 році. 
У 2012 році, зайнявши деякий час, щоб «зайнятись театром і розвинути [свої] писальні проєкти», Фаґбенлі зіграв головну роль у комедії BBC Quick Cuts разом з комедійною актрисою та зіркою Smack the Pony Doon Mackichan. 
У 2014 році Фаґбенлі знявся у першому сезоні оригінальної драми HBO Looking. Він грав милого музиканта з Огайо "Франка", який мав проблеми зі своїм партнером. 
У 2014 році Драма BBC зняла Фаґбенлі у головній ролі кримінальної драми «Перехоплювач». Зйомки фільму розпочалися у Лондоні у квітні 2014 року. У 2015 році він був висунутий та нагороджений премією MViSA за найкращу чоловічу роль.

### Радіо
Кілька місяців у 2004 році він брав участь у Квамі в радіотехнічній мильній опері BBC World Service Westway . 
Він виступав неодноразово для BBC, включаючи головну роль у "Шести ступенях розлуки", зігравши Марвіна Гея в біографії, і дві ролі в екранізації BBC Radio "Кольоровий фіолетовий", яка виграла премію Академії радіо академії Sony за драму у 2009 р. 

## Написання та режисура
У 2015 році дебютний короткий фільм « Молі » пізніше став частиною офіційного відбору на кінофестивалі в Лос-Анджелесі Screamfest, Нью-Йоркському кінофестивалі жахів, кінофестивалі Остіна
Після того, як був нагороджений фондом Нігерійської високої комісії / TRSE, Фаґбенлі доручили розробити « Велику погану кров», телевізійну серію «Комедія для підлітків». 

## Музика
Поряд із головним актором, Фаґбенлі склав музику та написав пісні для кількох пісень для драми NBC Quarterlife, створеної Маршаллом Герсковіцем та лауреатом Оскара Едом Цвіком . 
У 2011 році Фаґбенлі написав пісню "Шторм" для номінації на "Греммі" артиста Тигу на " Black Thoughts Vol". 2 mixtape та отримав понад 8 мільйонів переглядів на worldstarhiphop.com.  У пісні представлений вокаліст Стефано Мойсей, давній музичний співпрацівець з Фаґбенлі.

## Нагороди та номінації
| Нагорода                       | Рік  | Категорія                                                       | Робота           | Результат |
| ------------------------------ | ---- | --------------------------------------------------------------- | ---------------- | --------- |
| Еммі                           | 2021 | Найкраща чоловіча роль другого плану в драматичному телесеріалі | Оповідь служниці | Номінація |
| Премія Гільдії кіноакторів США | 2018 | Найкращий акторський склад у драматичному серіалі               | Оповідь служниці | Номінація |
| Премія Гільдії кіноакторів США | 2019 | Найкращий акторський склад у драматичному серіалі               | Оповідь служниці | Номінація |
| Премія Гільдії кіноакторів США | 2020 | Найкращий акторський склад у драматичному серіалі               | Оповідь служниці | Номінація |
| Премія Гільдії кіноакторів США | 2022 | Найкращий акторський склад у драматичному серіалі               | Оповідь служниці | Номінація |